# Beaurain
Beaurain és un municipi francès, situat a la regió dels Alts de França, al departament del Nord. L'any 2006 tenia 221 habitants. Limita al nord amb Romeries, a l'est amb Vendegies-au-Bois i al sud-oest amb Solesmes.

## Demografia
| 1962                                       | 1968 | 1975 | 1982 | 1990 | 1999 | 2006 |
| ------------------------------------------ | ---- | ---- | ---- | ---- | ---- | ---- |
| 178                                        | 161  | 155  | 163  | 172  | 171  | 221  |
| Des de 1962: població sense dobles comptes |      |      |      |      |      |      |

## Administració
| Període   | Identitat             | Partit |
| --------- | --------------------- | ------ |
| 2004-2008 | Jules-Noël Cauderlier |        |
| 2008-     | Denis Semaille        | [      |